# KasiGroup
KasiGroup er et dansk firma der fik succes ved at forhandle Pandora-smykkeserien i blandt andet Tyskland. Selskabet blev stiftet af Jesper Nielsen.
Firmaet indgik en af de største sponsoraftaler i danmarkshistorien i 2005 med Brøndby IF. Fra 2009 blev firmaet involveret i driften af håndboldklubben AG Håndbold og senere AG København. Den 13. juli blev det offentligtgjort, at Jesper Nielsen trak sig som bestyrelsesformand for AG København og samtidig satte sin andel af klubben til salg.